# Instituto Kenyon
El Instituto Kenyon, es un instituto de investigación británico en Jerusalén; en los campos de arqueología, las humanidades, las ciencias sociales y demás disciplinas de la Academia Británica.  El instituto fue creado en 1919 como la Escuela Británica de Arqueología en Jerusalén; con el patrocinio de la Fondo para la Exploración de Palestina. La Escuela Británica de Arqueología de Jerusalén tenía estrechos lazos con las Escuelas Americanas de Investigación Oriental y la Escuela Bíblica y Arqueológica Francesa de Jerusalén. El instituto se fusionó con el Instituto Británico de Arqueología e Historia de Ammán en 1998 para formar el Consejo para la Investigación Británica en el Levante y pasó a llamarse Instituto Kenyon en el 2001; en honor a Kathleen Kenyon, para reflejar la gama más amplia de disciplinas académicas apoyadas por el instituto.
John Garstang fue el primer director del instituto, cargo que desempeñó desde 1919 hasta 1926. 
Bajo su dirección se iniciaron las excavaciones en el Monte Ophel, Jerusalén; con el patrocinio del Fondo para la Exploración de Palestina. Fue sucedido por John Winter Crowfoot, quien asumió el cargo desde 1926 hasta 1935. Junto a su esposa Grace Mary Crowfoot, realizó excavaciones en el Monte Ophel de 1927 a 1929, Gerasa de 1928 a 1930 y Samaria de 1930 a 1935. Dorothy Garrod, junto a Mary Kitson-Clark y Elinor Ewbank excavaron el Monte Carmelo en 1929 como estudiantes del instituto; descubriendo pruebas de la Cultura Natufiense.